# Pfarrhaus Grub

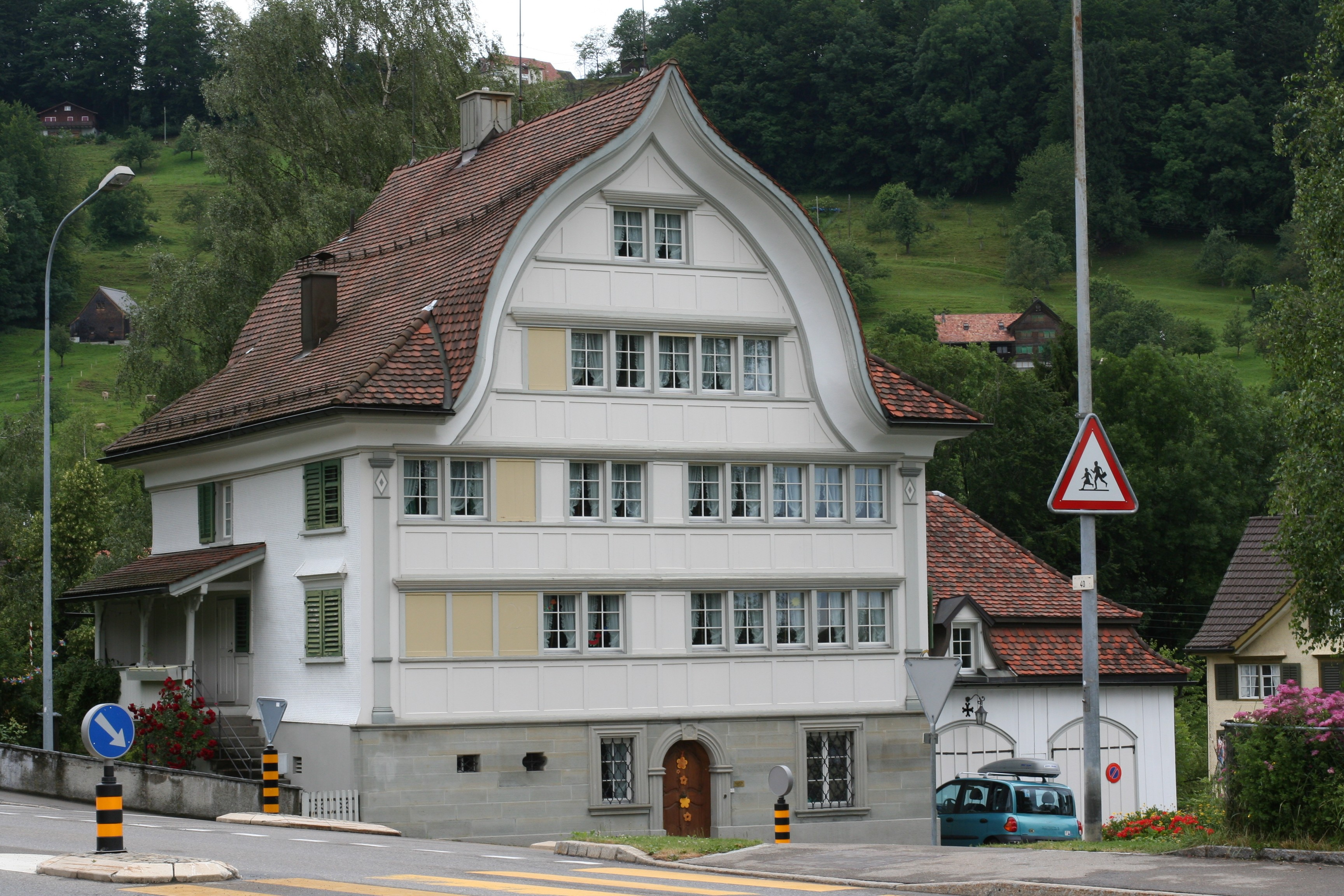
Das Pfarrhaus Grub

Das Pfarrhaus von Grub steht in der gleichnamigen Ortschaft der Gemeinde Grub im Kanton Appenzell Ausserrhoden südlich der reformierten Kirche Grub. Es wurde 1786 erstellt.
Das Gebäude hat die Adresse «Dorf 71» und steht als kommunales Kulturobjekt (C-Objekt) unter Denkmalschutz. Zudem steht es im schützenswerten kommunales Ortsbild von Grub.

## Gebäudebeschreibung
Es ist giebelständig zur Strasse ausgerichtet. Das Erdgeschoss ist gemauert, der Rest in der vor Ort üblichen Holzbauweise errichtet. Das grosse geschweifte, kielbogige Satteldach, besitzt auf der Front- wie Rückseite vergipste Giebel- und Traufholkehlen. An der Seite besitzt das Dach seitliche Fusswälme. Die östliche Hauptfassade besitzt Reinenfester vom 1. bis 4. Stock in der Anordnung 5+5, 3+2+5, 6 und 2. Über den Fenstern sind schmale Klebedächer angeordnet.
Nördlich ist dem Gebäude eine dreiständige Remise angebaut, die heute als Spritzenhaus benutzt wird.
Im Erdgeschoss gibt es auf der Ostseite ein rundbogiges, archivoltiertes Frontportal. Im Schlussstein finden sich die Buchstaben Sigma und Theta, die Anfangsbuchstaben des griechisch geschriebenen Spruches Behüt es Gott, die Jahrzahl 1786 sowie ein G für Gruben. Das Frontportal wurde 1957 mit Kunststein erneuert.
Auf der Südseite führt eine Freitreppe zum gedeckten Balkon des 1. Stocks.